# Hyllisia madecassa
Hyllisia madecassa är en skalbaggsart som beskrevs av Stefan von Breuning 1948. Hyllisia madecassa ingår i släktet Hyllisia och familjen långhorningar.
Artens utbredningsområde är Madagaskar. Inga underarter finns listade i Catalogue of Life.